# Camille Miceli
Camille Miceli (* 1972 in Paris) ist eine italienisch-französische Modeschöpferin. Seit 2021 ist sie Chefdesignerin der Modemarke Pucci.

## Leben und Karriere
Camille Miceli ist die Tochter einer französischen Mutter und eines italienischen Vaters. Ihre Mutter war langjährige Stylistin bei Guy Bourdin, ihr Vater Verleger von Kunstbüchern.
Nach dem Abschluss ihres Studiums der Wirtschaftswissenschaft begann sie ihr Berufsleben mit einem Praktikum bei Azzedine Alaïa. Im Alter von Anfang 20 Jahren übernahm sie eine administrative Tätigkeit bei Chanel und organisierte unter anderem Veranstaltungen. Im Jahr 2000 wechselte sie, zunächst ebenfalls in administrativer Rolle, zu Louis Vuitton. Deren Kreativdirektor Marc Jacobs entdeckte ihr zeichnerisches Talent und ermutigte sie, sich an Modeentwürfen zu versuchen. Nach einer zwischenzeitlichen Anstellung bei Dior als Schmuckdesignerin kehrte sie 2014 zurück zu Louis Vuitton. Dort war sie sieben Jahre lang für Accessoires zuständig.
2021 übernahm der LVMH-Konzern, zu dem auch Camille Micelis Arbeitgeber Louis Vuitton gehörte, die Firma Pucci vollständig. Zuvor war Pucci in Schwierigkeiten geraten, hatte einen Schlingerkurs in Bezug auf den Stil verfolgt, und die Chefdesigner hatten in rascher Folge gewechselt. Der neue geschäftsführende Direktor Sidney Toledano stellte Camille Miceli als neue künstlerische Leiterin ein, in der Erwartung, dass sie wieder eine klare stilistische Linie schaffen sollte.
Ihre erste Kollektion für Pucci, La Grotta Azurra, präsentierte sie im April 2022 auf Capri.

## Stil
In den Jahren des Gründers Emilio Pucci hatte die Marke für Leichtigkeit, Beweglichkeit und hedonistische Lebensfreude gestanden. Kennzeichnend waren leichte, bunt bedruckte auffällige Kleider. Camille Miceli schließt mit ihren Kollektionen an diese Vergangenheit an. Sie möchte die Unbeschwertheit jener Zeit retten, so Camille Miceli, und Mode für Trägerinnen entwerfen, die den Mut haben, sich aus der Gleichförmigkeit herauszuheben. Ihre Schöpfungen sind immer noch exklusiv. Sie wolle jedoch inklusiver sein, möchte für mehr Menschen entwerfen, aber immer für Menschen, die etwas zu sagen haben, so Camille Miceli in einem Interview mit der spanischen Tageszeitung El País. Pucci-Kleider kosten bis zu 1.000 € pro Stück (Stand 2024). Mitbewerber im Luxussegment fordern in der Regel vierstellige Preise.
Ihre Kollektion Very Vivara von 2024 greift auf einen Pucci-Print von 1965 zurück, der damals Aufsehen erregte. Die Farbmuster stehen für das Mittelmeer. Auch einige der damals von Emilio Pucci gestalteten Formen werden aufgegriffen. Die Kleider sind vielfältig, modern und durchweg tragbar. Das Spektrum reicht von eleganten Schneiderstücken bis zu verspielten Entwürfen und weiten Kleidern mit einer Anmutung von Hippie-Weiblichkeit. Die Kollektion umfasst leichte Seidenkleider, lange Kleider und hoch geschlitzte Röcke, bedruckte Straßenanzüge aus Gabardine, kurze Shorts, asymmetrische Miniröcke und Tops, Overalls, T-Shirts, Blazer in Übergröße und Bomberjacken. Kapuzenkleider und Kaftans aus Frottee folgen der Tradition der Marke. Neben der klassischen Vivara-Farbpalette Blau, Hellblau, Grün und Violett setzt sie Farben in vielen, oft überraschenden Kombinationen ein.
Hinzu kommen Accessoires wie  Schuhe, Sandalen mit sehr hohen Absätzen und Taschen in einer Farb- und Formgebung, die den Eindruck von Leichtigkeit unterstützt. Die Schmuckstücke sind groß, tribal und Camille Micelis eigener Wortwahl zufolge „stolz“. Sie folgen den durch die Kleider vorgegebenen Linien und Farben in mannigfaltigen Formen. Neben mehrgliedrigen Ketten und bunten Scheiben gehören beispielsweise auch originelle Fußreifen zur Kollektion.
Ihre Schöpfungen präsentiert sie nicht bei den klassischen Laufsteg-Shows innerhalb der offiziellen Modewochen, sondern bei exklusiven Treffen zu der Jahreszeit, für die die jeweilige Kollektion bestimmt ist. Die Stücke können unmittelbar nach der Schau getragen werden und nicht erst Monate später. Prominente Trägerinnen sind beispielsweise Isabella Rossellini, Beyoncé und das Top-Model Amelia Gray.